# Filipinos in Österreich
Filipino-Österreicher oder auch Austro-Filipinos (Filipino: Pilipinong Austrian; Englisch: Filipino Austrians) sind Österreicher mit rein oder teilweise philippinischen Wurzeln und sind Teil der philippinischen Diaspora. Filipinos bilden die größte südostasiatische Gemeinschaft des Landes. Die Mehrheit von ihnen lebt in Wien.
Die philippinische Botschafterin schätzt, dass derzeit 30.000 Filipino-Österreicher in Österreich leben. 13.536 Austro-Filipinos wurden auf den Philippinen geboren, von welchen 5824 die philippinische Staatsbürgerschaft besitzen.

## Geschichte der philippinischen Emigration
Es ist nicht viel über die Geschichte der Filipinos in Österreich vor den 1970er Jahren bekannt, hauptsächlich da Filipinos in Einwanderungsstatistiken entweder als „Andere“ oder „Asiatisch“ vermerkt wurden. Die philippinische Emigration lässt sich generell in drei Wellen gliedern. Die erste Welle ereignete sich zwischen 1900 und 1940, als Filipinos ihre Heimat verließen, um in den USA zu studieren, wobei einige von ihnen aufgrund kultureller Anpassungsschwierigkeiten, Rassismus und finanzieller Probleme ihre Studien abbrachen und wieder heimkehrten. Die zweite Emigrationswelle ereignete sich zwischen den 1940ern und 1970ern, als zahlreiche Filipinos permanent in die USA zogen, primär als Kriegsveteranen, Verwandte von bereits ausgewanderten Filipinos und Facharbeiter. Weiter förderte die US-Regierung während des Zweiten Weltkriegs intensiv die Ausbildung von Filipinas zu Pflegehelferinnen.
Die dritte Welle der philippinischen Emigration war das Ergebnis der Ölkrise in den 1970ern und führte dazu, dass viele Filipinos in den Golfstaaten Arbeit fanden (wo sich heute eine große philippinische Diaspora befindet), jedoch auch in Europa. Unter dem damaligen philippinischen Präsidenten Marcos wurde das Thema der Philippinischen Auslandsarbeitskräfte (Overseas Filipino Workers, kurz OFWs) auf Regierungsebene erhoben, was zur Gründung zahlreicher Regierungsbehörden führte. Zahlreiche dieser OFWs waren dazu verpflichtet 50 % bis 80 % ihres monatlichen Gehalts nach Hause zu ihren Familien auf den Philippinen zu schicken (siehe: Rücküberweisungen), was auch heute noch eine gängige Praxis ist, wenn auch nicht mehr in einem solchen Ausmaß.
Das Verwaltungsbüro für philippinische Auslandsarbeitskräfte (Philippine Overseas Employment Administration; POEA) berichtete, dass die Anzahl der Auslandsarbeitskräfte von 44.271 im Jahr 1987 auf 686.461 im Jahr 1992 gewachsen ist, mit einem durchschnittlichen Jahreswachstum von 11,29 %. 1998 gab es bereits 831.643 philippinische Auslandsarbeitskräfte.
Studien aus den 2000er Jahren kamen zum Ergebnis, dass durchschnittlich 30 % aller philippinischen Erwachsenen, 47 % aller philippinischen Jugendlichen und 60 % aller philippinischen Kinder gerne im Ausland arbeiten würden.

### Philippinische Pflegekräfte
Global gesehen sind die Philippinen der größte Exporteur von Pflegekräften. Zahlreiche von ihnen entschließen sich, das Land vor allem wegen unterdurchschnittlicher Gehälter, vergleichsweise schlechten Arbeitsplätzen und einem Mangel an Arbeitsplätzen zu verlassen. Viele sehen die Arbeit als Krankenpfleger im Ausland nicht nur als einen Weg das Land zu verlassen, um sich ein besseres Leben für sich selbst und ihre Familien aufzubauen, aber auch als eine Möglichkeit nicht bloß ihr eigenes Leben zu verbessern, sondern auch das anderer Menschen.
Philippinische Pflegekräfte gelten generell als sehr begehrt, da sie in der Regel über gute Englischkenntnisse verfügen, eine gute Ausbildung auf universitärem Niveau durchlaufen, sehr umgänglich sind, sich gut anpassen können und, weil die Philippinen als eine ethische Quelle an Pflegekräften angesehen werden. Die Zahl der Pflegeschulen in den Philippinen wuchs von 17 im Jahr 1950 auf 140 im Jahr 1970 an. Ironischerweise führte diese Entwicklung zu Belastungen der philippinischen Gesundheitsinfrastruktur, da viele Krankenhäuser aufgrund des Mangels an Pflegepersonal schließen mussten, was auch heute noch ein gesellschaftlich und politisch relevantes Thema darstellt.

## Die Geschichte der philippinischen Pflegekräfte in Österreich
In den 1970ern begannen Filipinos in vergleichsweise hohen Zahlen auch nach Österreich zu immigrieren, was sich auf eine Aktion der damaligen Wiener Stadtregierung zurückführen lässt, welche philippinisches Pflegepersonal anheuerte um den damaligen Pflegekräftemangel zu beseitigen. 1973, unterzeichneten das philippinische Arbeitsministerium und die Wiener Stadtregierung ein bilaterales Abkommen, welches die Anstellung philippinischer Pflegekräfte in österreichischen Krankenhäusern vereinfachte, um den schweren Mangel an Pflegepersonal zu bekämpfen. Diese Entwicklung stellte den Beginn der ersten philippinischen Migrationswelle nach Österreich dar. 720 philippinische Pflegekräfte sollten somit nach Österreich kommen, um das nationale Gesundheitssystem zu unterstützen. Die ersten 20 philippinischen Pflegekräfte kamen am 17. Juli 1974 in Wien an.
Die österreichische Regierung förderte ihre Anstellung tatkräftig, indem sie alle Anreisekosten übernahm, Deutschkurse förderte, philippinische Pflegediplome mit österreichischen Pflegediplomen gleichsetzte und Arbeitsverträge für 3 Jahre vergab, welche jedoch verlängerbar waren. Viele nutzen diese Gelegenheit, um die Österreichische Staatsbürgerschaft zu erlangen und ihre Familien nachzuholen, um in Österreich ein neues Leben zu beginnen.
1985 war der Pflegekräftemangel beseitigt, was die Anstellung ausländischer Pflegekräfte nicht mehr notwendig machte und somit das Ende des bilateralen Abkommens besiegelte. Im Jahr 1997 befanden sich 15.000 philippinische Staatsbürger in Österreich, um als Pflegekräfte zu arbeiten, wobei der Großteil von ihnen entweder als Teilzeitarbeitskraft diente oder unregelmäßig eingestellt wurden.

### Gründe für Migration und Staatsbürgerschaft
Zahlreiche Filipinos wurden Auslandspflegekräfte, da das Gehalt im Ausland bedeutend höher war als auf den Philippinen – ein Faktor der primär aus dem Grund relevant war, dass sie sich generell verantwortlich für das Wohlbefinden ihrer Familien und Angehörigen fühlten. Warum sie ausgerechnet nach Österreich gekommen sind, um zu arbeiten, lag lediglich daran, dass es sich zu jenem Zeitpunkt einfach angeboten hat und ein Weg ins Ausland war. Der Großteil von ihnen hofften eine Anstellung in den USA zu erhalten, und da die meisten von ihnen nur wenig (wenn überhaupt) über Österreich wussten, erschien Österreich als eine eher unbegehrte Wahl. Zahlreiche Filipinos entschieden sich auch aus dem Grund für Österreich, da sie bereits Freunde oder Verwandte hatten die in Österreich angestellt waren und sie dazu ermutigten nach Österreich zu kommen.
Einige philippinische Pflegekräfte beantragten die österreichische Staatsbürgerschaft, um nicht in zwei Ländern Steuern zahlen zu müssen, wobei eine große Anzahl auch durch ihre bereits in Österreich angestellten Verwandten die Staatsbürgerschaft erlangten oder als Ehepartner von Österreichern sich um die österreichische Staatsbürgerschaft bemühten.

## Kultur

### Identität
Die überwiegende Mehrheit der philippinischen Einwanderer sehen sich selbst sowohl als Österreicher als auch Filipinos. Von Kindern philippinischer Immigranten (bezugnehmend auf sowohl jene mit gemischter als auch reiner Abstammung) wird im Normalfall einerseits erwartet, dass sie sich ebenfalls an der Erhaltung der philippinischen Kultur beteiligen und philippinische Werte verinnerlichen, während sie sich andererseits auch gut in die österreichische Gesellschaft integrieren sollen bzw. wollen. In der Praxis führt Letzteres oft dazu, dass der österreichische Teil ihrer Identität (stark) überwiegt. Es ist jedoch wichtig sich vor Augen zu halten, dass jeder Austro-Filipino seine kulturelle Identität unterschiedlich definiert.

### Philippinische Organisationen in Österreich
Mit Stand April 2008 waren 63 Philippinische Vereine an der Philippinischen Botschaft in Wien registriert, wovon sich 16 rein auf soziale Themen, 14 auf rein religiöse Themen und 13 auf rein kulturelle Themen fokussierten.

### Feiern und Events
Die philippinische Kultur wird von der filipino-österreichischen Gemeinschaft durch verschiedene Feste und Events gefeiert und gelebt.

#### Barrio Fiesta
Jährlich versammeln sich Austro-Filipinos aus ganz Österreich in Wien um „Barrio Fiesta“ (deutsch: Dorffest) zu feiern – Ein Festival zu welchem sich sowohl Filipino-Österreicher als auch nicht Austro-Filipinos treffen und gemeinsam die philippinische Kultur feiern.
Üblicherweise findet die Barrio Fiesta auf dem Sportplatz des Turnvereins Liesing statt. Kleine Zelte dienen als Treffpunkte für diverse Verbände und Organisation, primär jedoch auch als Verkaufsstände für philippinisches Essen und Snacks, Spielzeuge, Kulturgegenstände, Reisen, Dienstleistungen etc. Auf einer Hauptbühne werden in der Regel Live-Musik und diverse Vorführungen präsentiert, meist auch kurze Ansprachen auf Deutsch, Englisch oder Tagalog. Es ist weiters Tradition, dass sich die zahlreichen philippinischen Organisationen in einer kurzen Parade über den Sportplatz präsentieren und gelegentlich auch Tänze vorführen. Jede Parade endet mit dem Singen der österreichischen und der philippinischen Nationalhymne.

#### Sinulog und andere religiöse Feiern

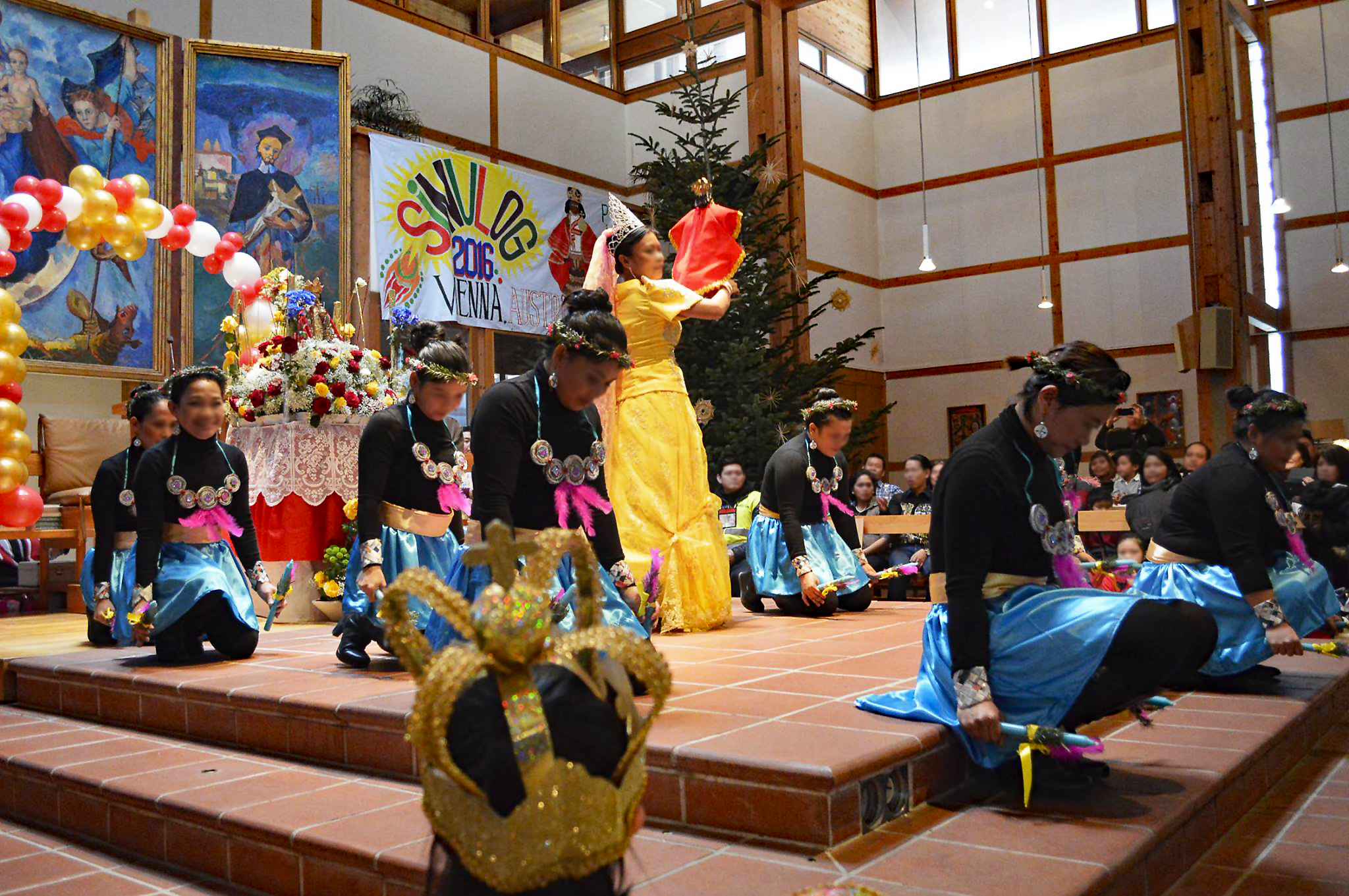
Sinulog Feier in Wien 2016

Als eine der wichtigsten religiösen philippinischen Feiern erachtet, wird „Sinulog“, die Ankunft des Christentums auf den Philippinen, jährlich von Austro-Filipinos gefeiert (meist in Kirchen und primär in Wien). Üblicherweise halten philippinische Priester Gottesdienste auf Tagalog und/oder Englisch ab und Mitglieder der austro-philippinischen Gemeinschaft führen traditionelle Tänze auf.
Manche philippinischen Organisationen (mit einem religiösen Fokus) organisieren auch gemeinsame Reisen, um die Gedenktage diverser Heiliger zu feiern, und organisieren auch Weihnachts- und Osterfeiern und veranstalten kleine Feiern in Kirchen in Wien.

#### Unabhängigkeitstag
Jährlich feiert die austro-philippinische Gemeinschaft gemeinsam den Unabhängigkeitstag der Philippinen. Der Unabhängigkeitstag wird mit verschiedenen Festen zelebriert – von offiziellen Feierlichkeiten der philippinischen Vertretungen über Konzerte bis hin zu Galaveranstaltungen.

#### Andere Feiern
Jede philippinische Organisation veranstaltet meist auch eigene Events, zusätzlich zu den großen philippinischen Feiern. Wie bereits zuvor erwähnt, haben viele dieser Organisationen einen Fokus auf einen bestimmten Aspekt der philippinischen Kultur, beispielsweise religiöse oder ethno-linguistische Zugehörigkeit. Von Zeit zu Zeit werden auch regionale, nationale oder internationale philippinische Schönheitswettbewerbe abgehalten.

## Bevölkerung
Derzeit gibt es keine Aufzeichnungen darüber, wie viele Österreicher philippinische Wurzeln haben. Die einzig verfügbaren Daten zum Thema „Austro-Filipinos“ betreffen folgende Punkte:
- Die Anzahl der auf den Philippinen geborenen Österreicher
- Die Anzahl philippinischer Staatsbürger in Österreich

Verteilung der auf den Philippinen geborenen Österreicher (2021)
| Bundesland                | Personen | Prozent der Gesamtbevölkerung |
| ------------------------- | -------- | ----------------------------- |
| Österreich gesamt         | 13.536   | 0,19 %                        |
| Wien                      | 8.973    | 0,74 %                        |
| Niederösterreich          | 1.309    | 0,09 %                        |
| Oberösterreich            | 749      | 0,06 %                        |
| Salzburg                  | 710      | 0,16 %                        |
| Vorarlberg                | 512      | 0,16 %                        |
| Steiermark                | 456      | 0,04 %                        |
| Tirol                     | 428      | 0,07 %                        |
| Kärnten                   | 250      | 0,05 %                        |
| Burgenland                | 119      | 0,05 %                        |
| Quelle: Statistik Austria |          |                               |

|                                                       | 2002               | 2003               | 2004               | 2005               | 2006               | 2007               | 2008               | 2009               | 2010               | 2011               | 2012               | 2013                 | 2014                 | 2015                 | 2016                 | 2017                 | 2018                 | 2019                 | 2020                 | 2021                 |
| ----------------------------------------------------- | ------------------ | ------------------ | ------------------ | ------------------ | ------------------ | ------------------ | ------------------ | ------------------ | ------------------ | ------------------ | ------------------ | -------------------- | -------------------- | -------------------- | -------------------- | -------------------- | -------------------- | -------------------- | -------------------- | -------------------- |
| Philippinische Staatsbürger in Österreich             | 3.453              | 3.562              | 3.699              | 3.825              | 4.011              | 4.158              | 4.341              | 4.526              | 4.676              | 4.799              | 4.907              | 5.055                | 5.231                | 5.327                | 5.494                | 5.560                | 5.638                | 5.704                | 5.823                | 5.824                |
| Von allen Nicht-Österreichern (inklusive Flüchtlinge) | 0,47 % von 730.261 | 0,48 % von 746.753 | 0,49 % von 754.261 | 0,49 % von 774.401 | 0,50 % von 796.666 | 0,52 % von 804.779 | 0,52 % von 829.679 | 0,53 % von 860.004 | 0,53 % von 883.579 | 0,53 % von 913.203 | 0,52 % von 951.429 | 0,50 % von 1.004.268 | 0,49 % von 1.066.114 | 0,46 % von 1.146.078 | 0,43 % von 1.267.674 | 0,41 % von 1.341.930 | 0,40 % von 1.395.880 | 0,40 % von 1.438.923 | 0,39 % von 1.486.223 | 0,38 % von 1.531.262 |

|                                                      | Gesamt | Frauen (2020) | Männer (2020) | 0 bis 5 Jahre | 6 bis 14 Jahre | 15 bis 17 Jahre | 18 bis 24 Jahre | 25 bis 34 Jahre | 35 bis 49 Jahre | 50 bis 64 Jahre | über 65 Jahre |
| ---------------------------------------------------- | ------ | ------------- | ------------- | ------------- | -------------- | --------------- | --------------- | --------------- | --------------- | --------------- | ------------- |
| Auf den Philippinen geborene (Filipino) Österreicher | 13.536 | 9.185         | 4.351         | 73            | 304            | 168             | 555             | 1.557           | 3.890           | 4.633           | 2.356         |

## Nennenswerte Persönlichkeiten
- David Alaba (Fußballspieler)
- Vincent Bueno (Sänger)
- Lukas Janisch (The Voice Kids Germany 2016 Gewinner)
- Melanie Mader (Miss Earth Austria 2018)
- Alberto Nodale (Mister World Austria 2019)
- Stephan Palla (Fußballspieler)
- Rowby-John Rodriguez (Dartspieler)
- Rusty-Jake Rodriguez (Dartspieler)